# Classi S e T (cacciatorpediniere)
Le classi S e T sono state due gruppi di otto cacciatorpediniere della Royal Navy britannica varate tra il 1942 e il 1943. Vennero costruite come due flottiglie, note anche come Quinta e Sesta Flottiglia di Emergenza rispettivamente. Servirono negli ultimi anni della seconda guerra mondiale come cacciatorpediniere di flotta e di scorta a convogli.

## Progetto
Nelle unità della classe S venne introdotto il nuovo cannone da 120 mm su affusto Mark XXII con pivot centrale (CP). Le nuove torrette erano disegnate con lo scudo frontale fortemente inclinato, per permettere un'elevazione maggiore per il tiro antiaereo (fino a 55 gradi), in marcato contrasto con lo scudo quasi verticale dei precedenti affusti Mark XVIII. Queste nuove torrette contribuirono anche a distinguere le unità dalla classe S in poi dalle flottiglie precedenti. La Savage fu l'unica eccezione, venendo armata con quattro cannoni da 113 mm disposti in una torretta binata a prua e due singole a poppa. Tutte le unità vennero equipaggiate con il Fuze Keeping Clock, un calcolatore per il controllo del fuoco antiaereo.
Le installazioni quadruple su affusti Mark VII dei cannoni antiaerei "Pom Pom" vennero rimpazzate da installazioni binate Mark IV di cannoni Bofors da 40 mm. Noti come "Hazemeyer" o "Haslemere", questi affusti erano stabilizzati sui tre assi, permettendo di mantenere un bersaglio grazie anche al calcolatore per il controllo fuoco ed al Radar Type 282 per la definizione della distanza degli obiettivi. Questi affusti vennero introdotti in Gran Bretagna in seguito allo studio edl posamine Willem van der Zaan, sfuggito alle forze tedesche nel maggio 1940.

## Navi

### Classe S
- Saumarez
- Savage
- Scorpion (ceduta alla Koninklijke Marine e rinominata Hr Ms Kortenaar nel 1945)
- Scourge (ceduta alla Koninklijke Marine e rinominata Hr Ms Evertsen nel 1946)
- Serapis (ceduta alla Koninklijke Marine e rinominata Hr Ms Piet Hein nel 1945)
- Shark (ceduta alla Marina militare norvegese e rinominata Svenner) (affondata il 6 giugno 1944)
- Success (ceduta alla Marina militare norvegese e rinominata Stord)
- Swift (affondata il 24 giugno 1944)

### Classe T
- Teazer
- Tenacious
- Termagant
- Terpsichore
- Troubridge
- Tumult
- Tuscan
- Tyrian